# Alpheus Hyatt
Alpheus Hyatt (ur. 5 kwietnia 1838 w Waszyngtonie, zm. 15 stycznia 1902 w Cambridge) – amerykański paleontolog i zoolog.

## Życiorys
Ukończył studia na Uniwersytecie Yale w 1862 pod kierunkiem Agassiza. Walczył w wojnie secesyjnej osiągając stopień kapitana. W latach 1867–1870 był profesorem biologii w Massachusetts Institute of Technology.
Jego głównym obszarem badawczym były wymarłe łodzikowate i amonitowate, dla których stworzył podwaliny współczesnej terminologii anatomii szkieletu oraz znacząco rozbudował i udoskonalił ich systematykę. W zakresie badań ewolucyjnych był zwolennikiem lamarkizmu i jednym z głównych propagatorów brokkizmu, który udowadniał, bazując na ewolucji głowonogów. Obecnie ta część jego publikacji ma walor wyłącznie historyczny.